# 1801

## Esdeveniments
Països Catalans
- 21 de març - Aranjuez (Comunitat de Madrid): Espanya signa amb França el Tractat d'Aranjuez de 1801 en el qual el primer retorna la Louisiana al segon i es fan canvis de possessió de la Península Itàlica.
- 13 d'agost - València: s'hi esdevé l'Avalot de Quintes.
- 17 de setembre - Alberic (la Ribera Alta): s'hi esdevé una revolta antisenyorial.
- Valls (Alt Camp) - Primeres referències a la Colla dels Menestrals, antecessora de la Colla Joves Xiquets de Valls.[1]

Resta del món
- 1 de gener - Es produeix la unió entre el Regne de la Gran Bretanya i el Regne d'Irlanda, donant pas al Regne Unit de la Gran Bretanya i Irlanda en l'Acta d'Unió (1800).
- 28 de març - Florència (Toscana, Itàlia): la Primera República Francesa i el Regne de Nàpols signen el Tractat de Florència de 1801 després de la victòria del primer en la guerra de la Segona Coalició.
- 6 de juny - Badajoz (Extremadura): Espanya signa amb Portugal el Tractat de Badajoz de 1801 que posa fi a la Guerra de les Taronges que havia guanyat l'aliança franco-espanyola i que està relacionada amb la Segona Coalició.
- 17 de juliol: el químic alemany Valentin Rose (1762-1807) obté per primer cop l'hidrogencarbonat de sodi.[2]
- 29 de setembre - Madrid (Espanya): signatura del Tractat de Madrid.
- Descobert Ceres (planeta nan).
- Descobriment de l'ultraviolat.
- Guerra de les Taronges.
- Clar de lluna de Ludwig van Beethoven.

## Naixements
- 1 de gener, Erfurt: Heinrich Wilhelm Stolze, organista i compositor alemany del Romanticisme.
- 11 de maig, Světlá: Alois Jelen, compositor, arxivista i patriota txec.
- 15 de maig, Brody, Galítsia: Joseph Ludwig Raabe, matemàtic suís (m. 1859).
- 16 de maig, Florida, Nova York (EUA): William Seward,, polític i advocat nord-americà que va ser Governador de Nova York, Secretari d'Estat i precandidat presidencial del Partit Republicà (m. 1872).[3]
- 5 de juliol, Knoxville, Tennessee: David Farragut, militar nord-americà (m. 1870).[4]
- 26 de juliol, Estocolm, Suècia: Maria Röhl, pintora retratista sueca (m. 1875).[5]
- 17 d'agost, Turku, Finlàndia: Fredrika Bremer, escriptora i activista sueca (m. 1865).[6]
- 3 de novembre, Catània, Sicília, Itàlia: Vincenzo Bellini, compositor d'òpera italià (m. 1835).[7]
- Varsòvia: Stanisław Maciejowski, violinista i compositor polonès.

## Necrològiques
Països Catalans
Resta del món
- 21 de març - Bonn (Alemanya): Andrea Luchesi, compositor italià.
- Pau I de Rússia
- Novalis